# Brian Wilson Reimagines Gershwin
Brian Wilson Reimagines Gershwin è il nono album in studio del musicista e compositore statunitense Brian Wilson, pubblicato nel 2010.
Pubblicato con l’etichetta “Pearl”, di proprietà della Walt Disney Records, il disco contiene reinterpretazioni di dieci composizioni di George e Ira Gershwin, insieme a due nuove canzoni completate da Wilson su abbozzi originali di Gershwin lasciati incompiuti.

## Descrizione

### Origine e storia
Nell'estate del 2009, la Walt Disney Records approcciò Brian Wilson per discutere dell'idea di far uscire un album di suoi arrangiamenti di celebri motivi musicali dei film Disney; prima però, Wilson espresse il desiderio di registrare un album di cover di brani di Gershwin, da sempre suo grande idolo musicale.
In aggiunta alle sole reinterpretazioni di brani noti, la fondazione Gershwin Estate, che gestisce il patrimonio musicale del compositore, concesse a Wilson di accedere a più di 100 brani lasciati incompiuti da Gershwin al momento della morte, e di scegliere quali completare a suo piacimento. Wilson e Scott Bennett (che si occupò dei testi) completarono due brani di Gershwin basati sui seguenti frammenti: The Like In I Love You e Nothing But Love.

### Registrazione
Le sedute di registrazione per l'album partirono all'inizio del 2010. Wilson svolse il ruolo di produttore e cantante, con la collaborazione di Mertens per la stesura degli arrangiamenti. Le tracce strumentali furono incise con l'ausilio della sua band di supporto, che si occupò anche della maggior parte dei cori; anche se, le armonie vocali che aprono e chiudono Rhapsody in Blue furono esclusivamente opera di Wilson. Secondo quanto dichiarato da Mertens, Wilson passò circa otto ore al giorno in studio per tutta la durata delle sessioni, per perfezionare le tracce vocali.
Il mixaggio dei brani si svolse nella primavera seguente. La reazione della Walt Disney Records al prodotto finale fu abbastanza positiva, anche se assunsero l'ingegnere del suono Al Schmitt per remixare il materiale preparato da Wilson.

## Pubblicazione e accoglienza
| Recensione           | Giudizio |
| -------------------- | -------- |
| AllMusic             | [ 3 ]    |
| Billboard            | [ 4 ]    |
| Entertainment Weekly | B+       |
| The Guardian         | [ 6 ]    |
| Los Angeles Times    | [ 7 ]    |
| Mojo                 | [ 8 ]    |
| PopMatters           | [ 9 ]    |
| Rolling Stone        | [ 10 ]   |
| Slant Magazine       | [ 11 ]   |
| Spin                 | 8/10     |

Il 28 giugno 2010 venne pubblicato in streaming sul sito di Brian Wilson il singolo promozionale The Like In I Love You. L'album uscì nei negozi il 17 agosto 2010. Esso si classificò alla posizione numero 26 della classifica statunitense Billboard 200, scendendo alla posizione 53 una settimana dopo. Nella classifica di Billboard riservata alla musica jazz, l'album si piazzò alla prima posizione.
Le recensioni furono generalmente positive. Rolling Stone descrisse l'album "bello, strano, musica sinfonica lounge sottilmente psichedelica". In particolare, gli arrangiamenti furono lodati per la loro originalità. John Bush di AllMusic scrisse: "Come sempre, l'istinto musicale di Wilson è impeccabile, e con l'impiego di un'orchestra al completo aggiunge maggior peso ai brani, si tratta agevolmente della miglior produzione di un disco di Brian Wilson sin da Brian Wilson Presents Smile del 2004". Certe canzoni, come I Got Rhythm e They Can't Take That Away From Me, sono notevoli per la loro "atmosfera alla Beach Boys". Anche i nuovi brani completati da Wilson furono ben ricevuti dalla critica; GQ descrisse Nothing But Love come "opportunamente celestiale".
Altri recensori, invece, furono meno positivi, soprattutto circa la qualità degli arrangiamenti. Stephen Holden del The New York Times scrisse: "In un album che sembra una competizione postuma, Mr. Wilson emerge chiaramente come lo sconfitto". Michael Hann del The Guardian fu particolarmente critico verso le cover, descritte come "brani capolavoro ridotti a pastiche di classici del passato di Brian Wilson".

## Tracce
1. Rhapsody in Blue - Intro (George Gershwin) - 1:07
2. The Like In I Love You (G. Gershwin, Brian Wilson, Scott Bennett) - 3:20
3. Summertime (G. Gershwin, DuBose Heyward, Dorothy Heyward, Ira Gershwin) - 3:13
4. I Loves You, Porgy (G. Gershwin, Du Bose Heyward, Dorothy Heyward, I. Gershwin) - 3:38
5. I Got Plenty o' Nuttin' (G. Gershwin, Du Bose Heyward, Dorothy Heyward, I. Gershwin) - 2:45
6. It Ain't Necessarily So (G. Gershwin, Du Bose Heyward, Dorothy Heyward, I. Gershwin) - 3:58
7. 'S Wonderful (G. Gershwin, I. Gershwin) - 2:48
8. They Can't Take That Away from Me (G. Gershwin, I. Gershwin) - 2:51
9. Love Is Here to Stay (G. Gershwin, I. Gershwin) - 2:59
10. I've Got a Crush on You (G. Gershwin, I. Gershwin) - 2:41
11. I Got Rhythm (G. Gershwin, I. Gershwin) - 2:43
12. Someone to Watch Over Me (G. Gershwin, I. Gershwin) - 3:06
13. Nothing But Love (G. Gershwin, Wilson, Bennett) - 3:24
14. Rhapsody in Blue - Reprise (G. Gershwin) - 0:38

Tracce bonus iTunes
- Let's Call The Whole Thing Off (G. Gershwin, I. Gershwin) - 2:39

## Formazione
- Brian Wilson - voce
- Jeffrey Foskett - cori
- Darian Sahanaja - pianoforte, pianoforte elettrico, clavinet, sintetizzatore Moog, vibrafono, pianoforte Tack, glockenspiel, organo, clavicembalo, cori
- Scott Bennett - Vibrafono, pianoforte, tastiere, xilofono, batteria (traccia 13), cori
- Paul Von Mertens - clarinetto, celesta, armonica, sassofono, flauto, cori
- Probyn Gregory - chitarra, Theremin, banjo, tromba, Wah Wah, chitarra acustica, chitarra slide, chitarra a corde di nylon, cori
- Nick Walusko - chitarra, cori
- Nelson Bragg - percussioni, glockenspiel, timpani, cori
- Brett Simons - basso, basso acustico, chitarra, basso a 6 corde, basso Tic-Tac
- Gary Griffin - organo, pianoforte
- Taylor Mills - cori
- Todd Sucherman - batteria (tracce 3-12)
- Mike D'Amico - batteria (traccia 2)